# منتخب هولندا لكرة الطائرة
منتخب هولندا لكرة الطائرة هو ممثل هولندا الرسمي في رياضة كرة الطائرة.